# Светски дан астме
Светски дан астме је годишњи догађај који организује Глобална иницијатива за астму (GINA) у циљу побољшања свести о астми и неге широм света. Светски дан астме обележава се првог уторка у мају.
Тема догађаја током 2021. била је „Разкривање заблуда о астми“, а за 2022. „Затварање празнина у лечењу астме“.
Први Светски дан астме одржан је 1998.